# Драгана Ћорић
Драгана Ћорић (Лесковац, 1976)  српска је правница, доцент Правног факултета Универзитета у Новом Саду и војвођански покрајински омбудсман.

## Образовање
Дипломирала је на Правном факултету у Новом Саду 2000. године. Године 2002. Завршила је специјалистички курс Компаративни студиј Средње Европе при специјалистичким академским студијама у Новом Саду. Током школске 2002/2003. завршила је мастер студије Deutsche Rechtsschule, на немачком језику, који су организовали Правни факултети из Новог Сада и Министера. Магистарски рад с темом „Време у праву“ одбранила је 4. новембра 2005. на Правном факултету у Нишу.

## Радна места
Године 2000. радила је 18 месеци као адвокатски приправник у две адвокатске канцеларије у Новом Саду. Године 2001. изабрана је за асистента-приправника за предмет Теорија државе и права. За асистента на матичном факултету изабрана је у јуну 2006. године. Реизабрана је за асистента на истом предмету 2009. године, а за доцента на истом факултету 2012. године, и поново реизабрана за доцента 2017. године. Учествовала је у бројним радним групама при надлежним министарствима, за писање нових или измену постојећих прописа, као и на локалном новоу, затим најавним слушањима, и дебатама. Од новембра 2014. године до децембра 2016, одлуком Владе Републике Србије, била је члан Надзорног одбора буџетског фонда за лечење повреда, болести и обољења која се не могу успешно лечити у Републици Србији. Такође, од 2014 године је и сертификовани тренер за област заштите до дискриминације, сходно порграму обуке спроведеном од стране Кацеларије Поверенице за заштиту равноправности Републике Србије. Од маја 2015. године до децембра 2017 године била је чланица HERE team Србија – Националне мреже стручњака за реформу високог образовања. Учествује у раду координационог тела за безбедност деце и младих у основним и средњим школама Новог Сада, Једна је од оснивача и тренутно потпредседница Општинског савета родитеља, консултативног тела родитеља за територију Града Новог Сада као и у раду МОДС – Мреже организација за децу Србије. Изводи наставу из предмета Увод у право, на првој години студија, Филозофија права, на другој години студија и Правна етика, на мастер студија, на смеру Социјални рад.

## Чланство у организацијама и телима
Један је од оснивача струковног удружења – Српског удружења за правну и социјалну филозофију 2010. године, где је члан председништва, тј. од оснивања је члан управног одбора овог удружења, а од 2014. године је члан надзорног одбора. Године 2006. учествовала је у оснивању канцеларије Студентског омбудсмана, заштитника права студената на Универзитету у Новом Саду.

## Научни рад
Координатор је пројекта „Одговорно новинарство између права и политике“, реализованог 2007. године са студентима – члановима редакције студентског листа Правник, уз подршку матичног факултета и Покрајинског секретаријата за образовање. Учесник је бројних конференција, домаћих и међународних, по позиву. Аутор је више од 80 научних и стручних радова и анализа .

## Награде
- На иницијативу студената организација Млади правници Србије прогласила ју је за једног од десет најбољих младих правника у Републици Србији 2007. године.
- Добила је специјално признање за промоцију безбедних заједница 2008. године.
- Добитница је Октобарске награде Новог Сада за 2014. годину, за подизање свести о безбедности деце и младих у Новом Саду.
- Године 2016. је изабрана, гласовима студената, за једну од десет најбољих и најинспиративнијих професора Новосадског универзитета, током манифестације "Ноћ истраживача".

## Изабрана библиографија

### Књиге
1. Ћорић, Драгана (2007). Време у праву. Правни факултет у Новом Саду. ISBN 978-86-7774-015-3.

### Научни радови
1. Ћорић, Драгана (2017). „Значај језика за право” (PDF). Зборник радова Правног факултета у Новом Саду. LI br. 4: 1573–1587. Архивирано из оригинала (PDF) 04. 12. 2021. г. Приступљено 04. 11. 2018.
2. Ћорић, Драгана (2016). „Трагом расправа о унификацији југословенског права у првој половини 20. века - улога језика и народног духа у номотехници” (PDF). Зборник радова Правног факултета у Новом Саду. L br. 4: 1393–1411. Архивирано из оригинала (PDF) 02. 12. 2021. г. Приступљено 04. 11. 2018.
3. Ћорић, Драгана (2015). „Увод у компјутерску етику” (PDF). Зборник радова Правног факултета у Новом Саду. XLIX br. 4: 1813–1830. Архивирано из оригинала (PDF) 05. 12. 2021. г. Приступљено 04. 11. 2018.
4. Ћорић, Драгана (2014). „Савремене етичке дилеме у погледу примене Хипократове заклетве” (PDF). Зборник радова Правног факултета у Новом Саду. XLVIII br. 3: 303–319. Архивирано из оригинала (PDF) 02. 12. 2021. г. Приступљено 04. 11. 2018.
5. Ћорић, Драгана (2013). „Глоса о политичкој етици” (PDF). Зборник радова Правног факултета у Новом Саду. XLVII br. 3: 331–341. Архивирано из оригинала (PDF) 29. 11. 2021. г. Приступљено 04. 11. 2018.
6. Ћорић, Драгана (2013). „О екофеминизму (као делу еколошке етике)” (PDF). Зборник радова Правног факултета у Новом Саду. XLVII br. 4: 293–307. Архивирано из оригинала (PDF) 29. 11. 2021. г. Приступљено 04. 11. 2018.
7. Ћорић, Драгана (2012). „Еколошка етика - појам, историјат и правци развоја” (PDF). Зборник радова Правног факултета у Новом Саду. XLVI br. 1: 459–473. Архивирано из оригинала (PDF) 09. 12. 2021. г. Приступљено 04. 11. 2018.
8. Ћорић, Драгана (2012). „Модерност односа истине и лажи и њихова етичка, филозофска и друштвена вредност” (PDF). Зборник радова Правног факултета у Новом Саду. XLVI br. 2: 327–337. Архивирано из оригинала (PDF) 05. 12. 2021. г. Приступљено 04. 11. 2018.
9. Ћорић, Драгана (2012). „Дубинска екологија - настанак, принципи и перспектива” (PDF). Зборник радова Правног факултета у Новом Саду. XLVI br. 4: 349–367. Архивирано из оригинала (PDF) 02. 12. 2021. г. Приступљено 04. 11. 2018.
10. Ћорић, Драгана (2011). „Нови минути посвећени Радбруховој формули” (PDF). Зборник радова Правног факултета у Новом Саду. XLV br. 3: 635–645. Архивирано из оригинала (PDF) 29. 11. 2021. г. Приступљено 04. 11. 2018.
11. Ћорић, Драгана (2018). „PERSPECTIVES OF FOUCALT’S PANOPTICISM IN 21ST CENTURY – IS THERE VOLUNTARY BREACH OF PRIVACY ?” (PDF). ARCHIBALD REISS DAYS. 1 br. 1: 63—72.
12. Ћорић, Драгана (2017). „SOME CHARACTERISTICS OF LAWS AS MECHANISMSFOR STRENGTHENING THE PRINCIPLE OF THE RULE OF LAW” (PDF). ARCHIBALD REISS DAYS. 2 br. 2: 313—320.
13. Ћорић, Драгана; Кикић-Грујић, Биљана (2015). „DRAFT STRATEGY FOR THE SAFETY OF CHILDREN IN SCHOOLS AND THE DRAFT LOCAL ACTION PLAN FOR SAFETY IN SCHOOLS AS MECHANISMS FOR THE PREVENTION OF BULLYING IN NOVI SAD” (PDF). ARCHIBALD REISS DAYS. 1 br. 1: 449—458.
14. Ћорић, Драгана (2018). „О ПОТРЕБИ ПРОФЕСИОНАЛИЗАЦИЈЕ ПИСАЊА ЗАКОНА” (PDF). Савремени правни промет и услуге: 511—520.
15. Ћорић, Драгана (2017). „ОДГОВОРНОСТ ЗАКОНОПИСЦА И ЗАКОНОДАВЦА ЗА ЈЕЗИЧКИ ИСПРАВАН И РАЗУМЉИВ ТЕКСТ ЗАКОНА” (PDF). Услуге и одговорност: 1055—1066.
16. Ћорић, Драгана (2016). „ДЕСЕТ ПРИНЦИПА ЗА ПОСТИЗАЊЕ ТРАНСПАРЕНТНОСТИ И ИНТЕГРИТЕТА У ЛОБИРАЊ” (PDF). Услуге и услужна правила: 127—136.
17. Ћорић, Драгана (2014). „АНАЛИЗА ПОЗИТИВНОГ ПРАВА РЕПУБЛИКЕ СРБИЈЕ У ОБЛАСТИ ПРЕВЕНТИВНЕ ЗДРАВСТВЕНЕ ЗАШТИТЕ ДЕЦЕ ДО 18 ГОДИНА” (PDF). Услужни послови: 717—726.